# Madison Square

Madison Square Park vorn und der „Garden“ im Hintergrund (1895)

Madison Square ist ein Platz im Flatiron District im Stadtbezirk Manhattan in New York City.
Der Platz wurde nach James Madison benannt – dem vierten Präsidenten der Vereinigten Staaten und Hauptautor der Amerikanischen Verfassung. Die Straßenverkehrsflächen sind im Rahmen des Living-Streets-Projekts der Stadt New York City deutlich verringert worden zu Gunsten von mehr Platz für Fußgänger und Grün.

## Geschichte
Bei Überarbeitung der Stadt-Charter im Jahr 1686 durch den Königlichen Gouverneur Thomas Dongan wurde der größte Teil dieses Gebietes zunächst als öffentliches Land bezeichnet. Seitdem wurde dieser Bereich für verschiedene öffentliche Zwecke verwendet. Ein Feld für Töpfer wurde hier im Jahre 1794 gegründet, das dann im Jahre 1797 zum Washington Square verlegt wurde. 1811 war das Gelände Standort eines Arsenals der US-amerikanischen Armee (1806) und wurde zum Teil für Militärparaden benutzt. Im Jahr 1814 wurde das Gebiet nach James Madison benannt. Nachdem das Arsenal nicht mehr militärisch genutzt wurde, diente das Gebäude ab 1825 als „House of Refuge“ (Zufluchtsstätte) für jugendliche Straftäter, bis es 1839 durch einen Brand zerstört wurde.
Nachdem das Land eingeebnet und hergerichtet worden war, konnte der Madison Square Park am 10. Mai 1847 für die Öffentlichkeit geöffnet werden. Er wurde sofort gut von der Bevölkerung angenommen. Bürgerproteste gegen die Pläne, hier im Jahre 1853 einen Kristallpalast zu errichten, führten zu dessen Verlegung in den Bryant Park. Der Madison Square Park blieb Schauplatz großer Feierlichkeiten zu historischen Anlässen und Jubiläen, etwa zum hundertsten Jahrestag der Unterzeichnung der Unabhängigkeitserklärung im Jahre 1876 und zur triumphalen Rückkehr von Admiral George Dewey aus dem Spanisch-Amerikanischen Krieg im Jahr 1899.

## Lage

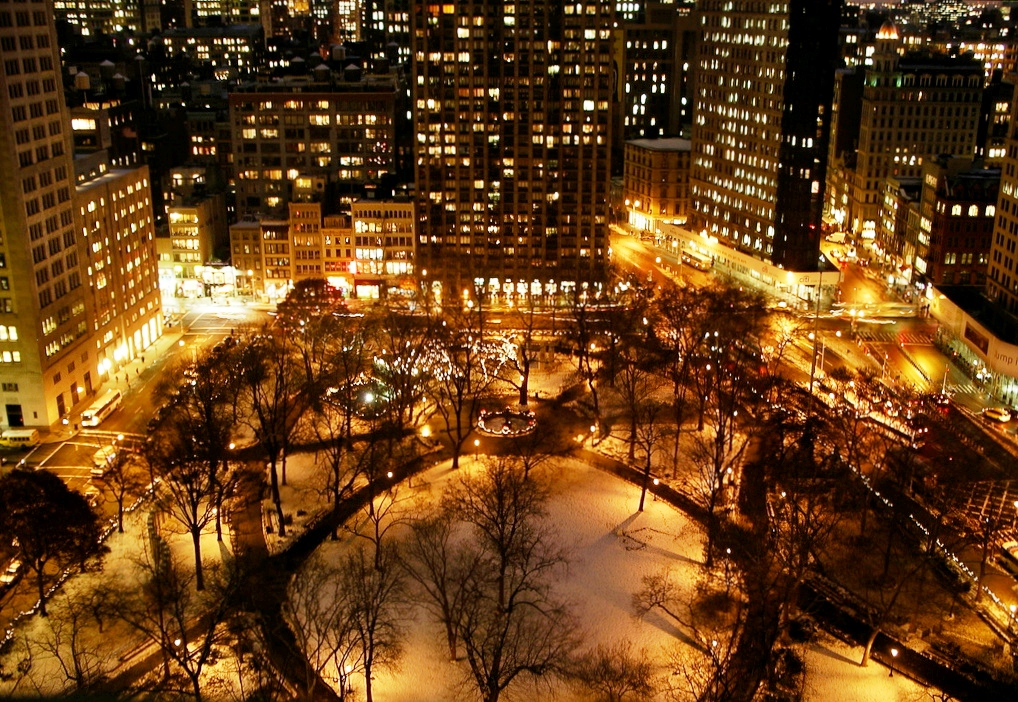
Der schneebedeckte Madison Square Park bei Nacht (Blick nach Süden, Dezember 2005)

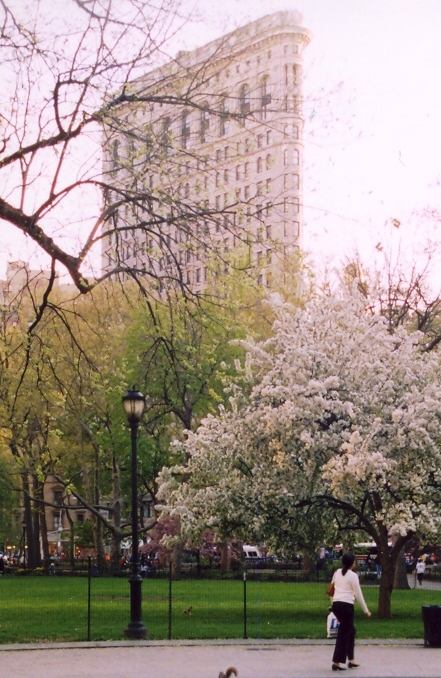
Das Flatiron Building am Madison Square (2003)

Der Madison Square liegt an der Kreuzung von Fifth Avenue und Broadway an der 23rd Street. Das Herz des Platzes ist der 2,5 ha große Madison Square Park, der im Osten von der Madison Avenue begrenzt wird, welche an der südöstlichen Seite des Parks an der 23rd Street beginnt, im Süden von der 23rd Street und im Norden von der 26th Street. Im Westen begrenzt die Kreuzung aus Fifth Avenue und Broadway den Madison Square Park. Der Platz und der Park befinden sich am nördlichen Ende des Flatiron District. Die Bezeichnung „Madison Square“ als Name für das Viertel ist heute kaum noch gebräuchlich. Das Viertel nördlich und westlich des Parks wird „NoMad“ („North of Madison Square Park“) genannt. Das Viertel östlich des Parks heißt „Rose Hill“.
Der Madison Square kann durch die BMT Broadway Line (N R trains) der New York City Subway erreicht werden (23rd Street Station). Darüber hinaus befinden sich einen Block entfernt die Haltestellen 23rd Street (IND Sixth Avenue Line) und 23rd Street (IRT Lexington Avenue Line).

## Namhafte Gebäude
Das Flatiron Building, der Met Life Tower und das New York Life Building sind prägende Gebäude am Madison Square. Ein neues Wohngebäude an der 23rd Street – „One Madison“ – ist ähnlich hoch wie der Met Life Tower (Fertiggestellt 2013).
Das erste Madison Square Garden-Gebäude wurde direkt neben dem Park an der Madison Avenue und 26th Street errichtet. Er gehörte William Henry Vanderbilt. 1879 wurde das Gebäude abgerissen. Im Jahre 1899 wurde es von einem Gebäude im maurischen Stil ersetzt, das Stanford White entworfen hatte und 1925 dem Bau des New York Life Insurance Building weichen musste.
Besondere Berühmtheit erlangte der Platz, indem er Namensgeber für den Madison Square Garden wurde – eine Mehrzweckhalle für Konzerte und Sportveranstaltungen.
Heute befindet sich Madison Square Garden nicht mehr in dieser Gegend.
- Madison Square Garden I-II: Fifth Avenue and 23rd Street.
- Madison Square Garden III: Eighth Avenue and 50th Street.
- Madison Square Garden IV: Seventh Avenue and 33rd Street.

## Denkmäler im Park
Bald nachdem 1870 die kommunale Behörde für öffentliche Parks gegründet worden war, wurde der Square von Ignatz Pilat, dem Chef Landschafts-Architekten, und von William Grant umgewandelt. Der neue Entwurf brachte Skulpturen in den Park, die heute die Aufmerksamkeit auf sich lenken.
Im einzelnen sind dies:
- Randolph Rangers Statue von  William H. Seward (1876), dem US-Außenminister, der 1867 Alaska kaufte. Er war der erste New Yorker, dem zu Ehren ein Denkmal errichtet wurde.
- J.Q.A. Wards Skulptur von Roscoe Conkling (1893), ein Politiker des Wiederaufbaus nach dem Bürgerkrieg;
- George Edwin Bissells Denkmal von Chester Alan Arthur (1898), dem 21. US-Präsidenten.
- James Goodwin Battersons Denkmal von General William Jenkins Worth (1854–1857), einem Veteranen des mexikanischen Krieges
- Augustus Saint-Gaudens’ Denkmal von Admiral David Glasgow Farragut, das erste größere Werk, das 1881 dem Bürgerkriegsadmiral zur See gewidmet wurde.

Des Weiteren gibt es den Springbrunnen von 1867 (the ornamental fountain) und den Flaggenmast des Ewigen Lichts von 1923 (the Ethernal Light Flagpole).